# Bulbophyllum boninense
Bulbophyllum boninense é uma espécie de orquídea (família Orchidaceae) pertencente ao gênero Bulbophyllum. Foi descrita por Johannes Jacobus Smith e Rudolf Schlechter em 1912.